# John Lindberg

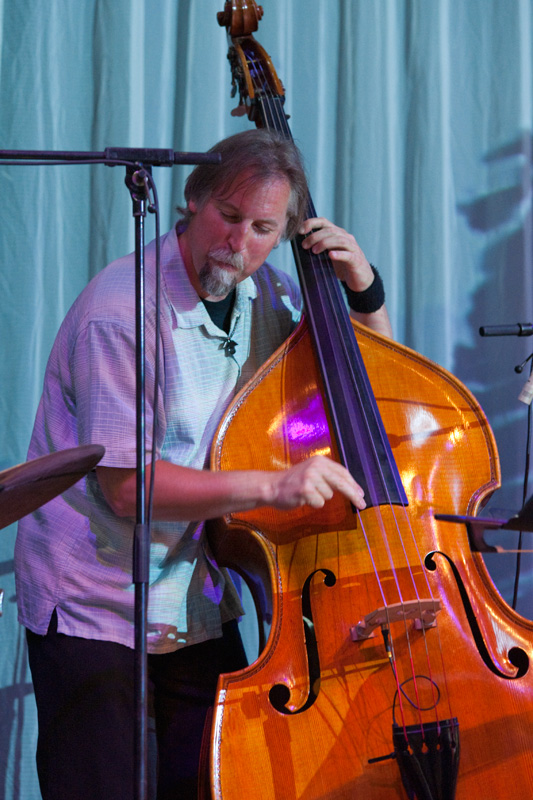
John Lindberg, mœrs festival 2010

John Arthur III Lindberg (*  16. März 1959 in Royal Oak, Michigan) ist ein US-amerikanischer Jazzbassist und -komponist.

## Leben und Wirken
Lindberg lernte Kontrabass bei David Izenzon und Dave Holland. Er zog mit 18 Jahren nach New York City und spielte zunächst bei Charles Bobo Shaw. Mitte der 1970er gründete er mit dem Geiger Billy Bang und dem Gitarristen James Emery das String Trio of New York, mit dem er mehrere Alben (u. a. auch mit Jay Clayton und mit Oliver Lake) aufgenommen hat; anstelle von Bang spielten später Charles Burnham und Regina Carter. Von 1979 bis 1985 gehörte Lindberg zum Quartett von Anthony Braxton; er nahm auch im Duo mit Braxton und mit Keshavan Maslak auf. Er spielte einerseits im John Lindberg Ensemble mit Wadada Leo Smith, Andrew Cyrille und Larry Ochs, andererseits im John Lindberg Quartet, wo er mit Steve Gorn, Susie Ibarra und Baikida Carroll arbeitet  (dessen Album „Winter Birds“ wurde 2004 veröffentlicht). Daneben spielte er im Duo mit Karl Berger (Duets 1, 2006). 2011 wirkte er bei Wadada Leo Smith’ Ten Freedom Summers mit.
In den letzten 30 Jahren lebte Lindberg teilweise in Europa, wo er insbesondere mit Eric Watson musizierte; ihr Duo wurde teilweise um  Albert Mangelsdorff und Ed Thigpen erweitert. Er arbeitete weiterhin mit Jimmy Lyons, Steve Lacy, Tony Coe, George Lewis, Martin Mayes, Theo Jörgensmann, Barry Altschul, Frank Gratkowski, Luther Thomas und Wolfgang Schmidtke zusammen. Lindberg hat seit 1977 an über 100 Tonträgern mitgewirkt, darunter mehr als 30 unter eigenem Namen.